# Цецвиль
Цецвиль (нем. Zetzwil) — коммуна в Швейцарии, в кантоне Аргау.
Входит в состав округа Кульм. Население составляет 1249 человек (на 31 декабря 2007 года). Официальный код — 4147.

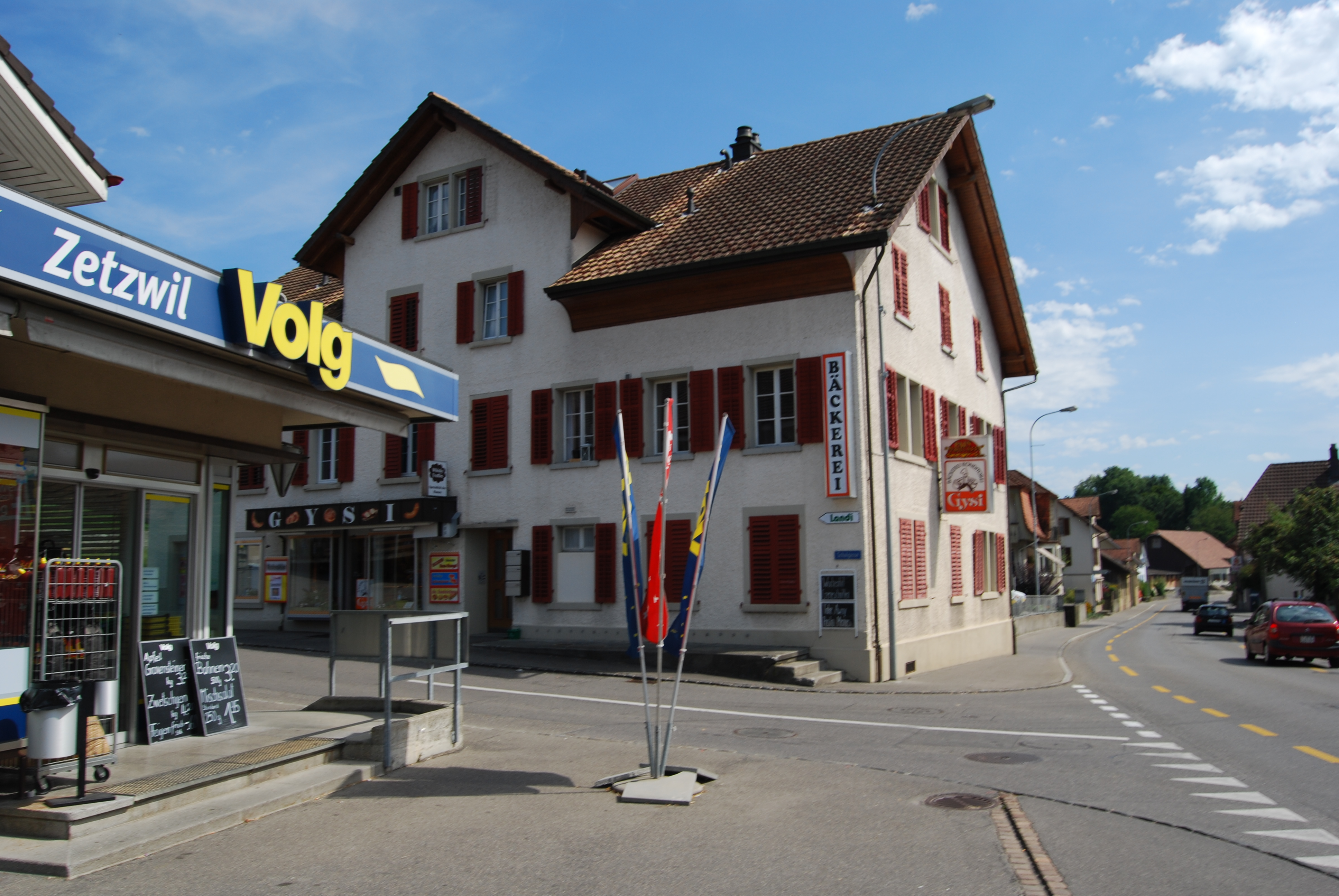
Цецвиль